# Соколов, Юрий Васильевич
Юрий Васильевич Соколо́в (род. 9 января 1938, Запрудье, Калининская область) — советский и российский политический деятель, народный депутат РСФСР, депутат Государственной Думы ФС РФ первого созыва (1993—1995), первый вице-губернатор Ленинградской области — первый заместитель председателя Правительства по управлению областным хозяйством (1996—1999),

## Биография
Родился 9 января 1938 года в деревне Запрудье Семендяевского сельсовета Калязинский район Калининской области, ныне деревня входит в Калязинский муниципальный округ Тверской области.
В 1961 году получил высшее образование по специальности «инженер-строитель» в Ленинградском институте инженеров железнодорожного транспорта имени академика В. Н. Образцова.
С 1961 по 1968 год работал в Строительно-монтажном управлении № 171 треста «Радиострой» мастером-строителем, прорабом, начальником участка.
С 1968 по 1972 год работал в Тосненском районе Ленинградской области главным архитектором.
С 1972 по 1990 год работал заместителем председателя, председателем Тосненского городского исполнительного комитета.
В 1990 году был председателем Совета народных депутатов города Тосно, тогда же был выдвинут Тосненским городским советом КПСС кандидатом в народные депутаты РСФСР. С 1990 по 1993 год был народным депутатом РСФСР, избран от территориального избирательного округа № 145 (Ленинградская область).
В 1993 году избран депутатом Государственной думы Федерального Собрания Российской Федерации первого созыва от Волховского одномандатного избирательного округа № 100 (Ленинградская область). В Государственной думе был членом комитета по вопросам местного самоуправления, входил во фракцию Аграрной партии России.
В 1996 году — представитель Госдумы в Межпарламентской Ассамблее стран СНГ. С 1996 по 1999 год работал в Правительстве Ленинградской области в должности первого вице-губернатора, первого заместителя председателя Правительства по управлению областным хозяйством. С 1999 по 2001 работал в ОАО «Балтийская трубопроводная система» акционерной компании «Транснефть» руководителем проекта, исполняющим обязанности генерального директора, заместителем генерального директора.
С 2001 по 2016 год — депутат Законодательного собрания Ленинградской области третьего, четвертого и пятого созывов, член фракции «Единая Россия».

## Награды и звания
- Орден «Знак Почёта»[4]
- Государственная премия РСФСР в области архитектуры (1983)[4] — за архитектуру комплекса культурно-спортивного центра в посёлке Сельцо Тосненского района Ленинградской области
- Почётный и Заслуженный строитель РФ[4]
- Почётный работник морского транспорта РФ[4]
- Почётный житель города Тосно[4]
- Почётный гражданин Ленинградской области, 2009 год[4][9]
- Почётный знак Законодательного собрания Ленинградской области[8]